# На этой неделе (американская телепрограмма)
На этой неделе" (англ. This Week) первоначально называвшаяся «На этой неделе с Дэвидом Бринкли», а с 2012 г. — «На этой неделе с Джорджем Стефанопулосом», — американская воскресная утренняя политическая программа, выходящая на канале ABC. Премьера программы состоялась 15 ноября 1981 г., она заменила программу «Вопросы и ответы», ведущим которой до своего ухода в 1996 г. был Дэвид Бринкли. С 2012 г. ведущим программы является Джордж Стефанопулос, который впервые вел ее с 2002 по 2010 гг. Марта Раддац и Джонатан Карл являлись со-ведущими с 2016 и 2021 годов соответственно. Программа выходит в прямом эфире в 9:00 по восточному времени, хотя многие станции, особенно находящиеся в других часовых поясах, выпускают ее в более позднее время для трансляции местных новостей. В эпоху Дэвида Бринкли программа постоянно занимала первое место в рейтинге, а в эпоху Стефанополуса, как правило, занимает третье место среди утренних воскресных ток-шоу, уступая программам Meet the Press и Face the Nation.

## История
В 1960 г. на канале ABC появилось первое воскресное ток-шоу «Вопросы и ответы», в котором обсуждались политические вопросы, что предшествовало эпохе доминирования политических обозревателей в ток-шоу. Одним из первых ведущих программы был Говард К. Смит, который также вел свою собственную программу по общественным вопросам в прайм-тайм «Говард К. Смит: Новости и комментарии», выходившая на телеканале в сезон 1962—1963 гг. Среди поздних ведущих программы был Боб Кларк.
15 ноября 1981 г. Дэвид Бринкли пришел на телеканал из NBC News и получил всю полноту ответственности за шоу, которое было переименовано в This Week с временным интервалом в 10:30 утра по восточному времени. Во время работы Бринкли в передаче участвовали три крупных спонсора: General Electric (которая ушла после перехода управления на NBC в 1987 г.), Archer Daniels Midland и Merrill Lynch.
10 ноября 1996 г. Дэвид Бринкли ушел с поста ведущего «На этой недели», но продолжал выступать в программе с комментариями до 28 сентября 1997 г. После ухода Бринкли журналисты ABC News Сэм Дональдсон и Коки Робертс стали со-ведущими программы This Week. С 1981 г. имена основных ведущих включаются в название программы, например, This Week with David Brinkley, а в этот период программа называется This Week with Sam Donaldson & Cokie Roberts (или This Week with Sam & Cokie).
Джордж Стефанопулос, давний участник дискуссии, стал новым ведущим программы This Week 15 сентября 2002 года он закончил свое первое пребывание в программе 10 января 2010 года, вскоре после того, как его назвали соведущим программы «Доброе утро, Америка». Старший корреспондент ABC News в Белом доме Джейк Тэппер исполнял обязанности временного ведущего с марта по июль 2010 года.
20 апреля 2008 года производство This Week было перенесено в Newseum в Вашингтоне, округ Колумбия, в студию с видом на Капитолий США. Кроме того, программа начала вещание в высоком разрешении, став первым воскресным утренним ток-шоу, транслируемым в формате HD. После перехода в программе были прекращены сегменты «Изображения» и «Голоса». ABC и This Week покинули Newseum в 2013 году из-за нечастого использования студии и других помещений, а бывшая студия позже использовалась для вашингтонского бюро кабельного новостного канала Al Jazeera America.
Кристиан Аманпур, давний корреспондент CNN по вопросам мировой политики, начала вести программу 1 августа 2010 года. За первые два месяца ее пребывания в качестве ведущей рейтинги This Week достигли самой низкой точки с 2003 года. В декабре 2011 года было объявлено, что Аманпур уйдет с поста ведущего программы и, в свою очередь, вернется на CNN. 5 января 2012 года канал ABC News объявил, что Стефанопулос вернется в качестве ведущего программы This Week. С возвращением Стефанополуса в качестве модератора программа начала использовать бывшего ведущего «Доброе утро, Америка» и «Мировые новости сегодня вечером» Чарльза Гибсона для выполнения закадрового голоса, слышимого во время открытия каждой трансляции; это продолжалось до 2014 года.
В 2016 году Марта Раддац была назначена со-ведущей программы На этой неделе, чередуя каждые выходные со Стефанопулосом.

### Рейтинги
В феврале 2009 года разрыв в рейтингах между Meet the Press и его конкурентами — This Week и CBS Face the Nation — начал сокращаться. Meet the Press опубликовала самые низкие рейтинги с тех пор, как корреспондент NBC News Дэвид Грегори стал модератором в начале февраля того же года: телепередачу от 1 февраля в среднем посмотрели всего 3,9 миллиона зрителей. Общее количество зрителей Face the Nation составило в среднем 3,33 миллиона зрителей, а This Week отстала с 3,32 миллиона зрителей. «Эта неделя» превзошла «Встречу с прессой» 11 января, когда Джордж Стефанопулос брал интервью у избранного президента Барака Обамы.

## Ключевая особенность

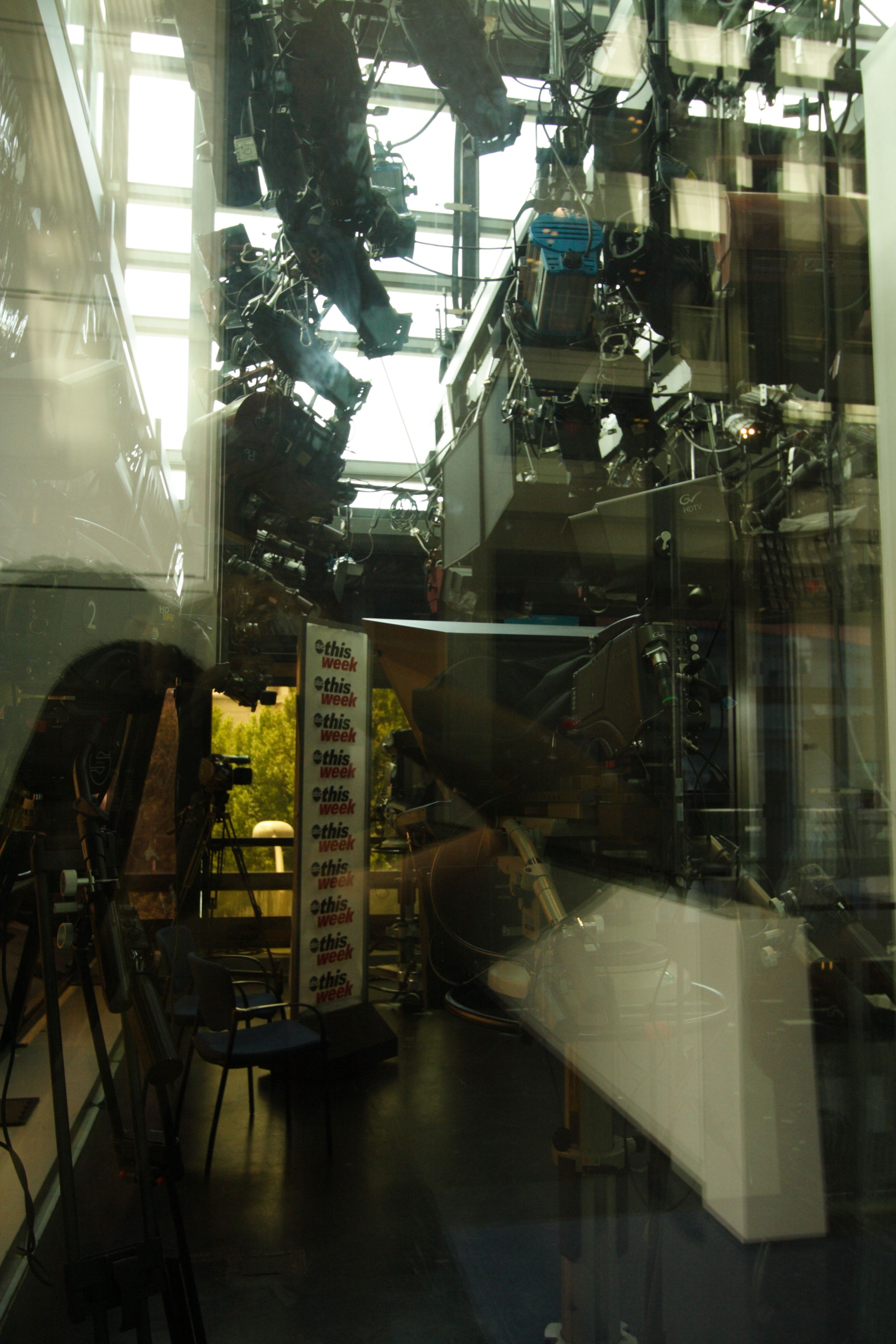
Бывшая студия This Week

Одной из ключевых особенностей программы This Week является проведение круглых столов (в настоящее время они называются The Powerhouse Roundtable), на которых такие эксперты, как Джордж Уилл, корреспонденты ABC News Сэм Дональдсон и Коки Робертс, а также другие гости обсуждали основные вопросы недели. Уилл, постоянный участник дискуссий, работавший в программе с момента ее запуска вместе с Дэвидом Бринкли до своего ухода с ABC на Fox News в качестве контрибьютора в 2013 году, иногда делал короткие репортажи для передачи.
После того, как Джордж Стефанополус стал ведущим в 2002 году, в программу были добавлены новые сегменты, в том числе:
- Изображения — подборка фотографий, иллюстрирующих различные новости прошедшей недели.
- В Memoriam — список выдающихся смертей, включая все зарегистрированные военные смерти, произошедшие в течение недели.
- Воскресные приколы — отрывки из различных ночных бесед и комедийных программ, выходивших в эфир в течение недели.
- Голоса, выдержки из различных интервью, проведенных в течение недели.

В 2010 году Джейк Тэппер договорился с Биллом Адэром о том, чтобы PolitiFact.com проверил факты заявлений, сделанных участниками дискуссии и гостями, представленными на этой неделе.

## Персонал в эфире

### Хозяева
- Дэвид Бринкли (15 ноября 1981 г. — 10 ноября 1996 г.)
- Сэм Дональдсон и Коки Робертс (17 ноября 1996 г. — 8 сентября 2002 г.)
- Джордж Стефанопулос (15 сентября 2002 г. — 10 января 2010 г.)
- Джейк Тэппер (март — июль 2010 г.)
- Кристиан Аманпур (1 августа 2010 г. — 25 декабря 2011 г.)
- Джордж Стефанопулос (8 января 2012 г. — настоящее время)
- Марта Раддац, соведущая (24 января 2016 г. — настоящее время)
- Джонатан Карл, соведущий (21 февраля 2021 г. — настоящее время)

## Постоянные участники дискуссии
В состав круглого стола обычно входят три или четыре участника дискуссии вместе с модератором. В число постоянных участников дискуссии входили Джордж Уилл, Коки Робертс, Сэм Дональдсон, Билл Кристол, Фарид Закария, Марта Раддац, Пегги Нунан, Виктория Кларк, Донна Бразиле, Энн Коултер, Пол Кругман, Джей Карни, Клэр Шипман, Э.Дж. Дионн-младший, Роберт. Райх, Дэвид Корн, Катрина ванден Хеувел, Марк Гальперин, Джо Кляйн, Ван Джонс, Дэвид Брукс, Мэттью Дауд, Мэри Маталин, Эд Гиллеспи, Сара Исгур и Крис Кристи.

## Международные трансляции
Программы ABC News, в том числе На этой неделе, транслируются еженедельно в круглосуточной новостной сети OSN News в регионе Ближнего Востока и Северной Африки. Он также транслируется в Австралии на канале SBS и в Японии на канале NHK BS 1.